# Llengües yuki-wappo
Les llengües yuki-wappo (o yukianes) són un petita família de llengües, actualment extintes de la costa californiana. La família constaria de dues llengües remotament relacionades: el yuki i el wappo. La relació no es considera plenament provada i no està universalment acceptada.

## Història
Les llengües yuki-wappo podrien trobar-se entre les més antigues establertes a Califòrnia, precedint fins i tot a la irrupció de les llengües hoka (Goddard 1996:84). El yuki sembla associat amb el complex arqueològic Mendocino situat al voltant del llac Clear (3000 aC), d'altra banda els wappo de la Vall de Napa semblen associats amb el St Helena Aspect i l'Augustine Pattern.
Les estimacions apunten que les dues llengües van poder començar a divergir fa 3.000.000 o 4.000.000 anys. Els parlants de proto-wappo podrien haver separat dels parlants de proto-yuki a causa de l'emigració a la regió de pobles pomo. Una altra possibilitat és que els yuki i els wappo arribessin al nord de Califòrnia com a comunitats diferenciades que es van assentar en àrees diferents, o que els parlants de wappo migressin al sud procedents d'àrea originària yuki-wappo hipotèticament situada als alts del riu Eel. La migració dels wappo a la vall d'Alexander durant el segle xix es va deure a la guerra amb els pomo del sud.

## Classificació

### Classificació interna
Les família té dos membres documentats :
1. Yuki
2. Wappo
El yuki més tenia tres dialectes: yuki, yuki costaner i huchnom. El wappo tenia quatre dialectes a la vall de Napa, amb un cinquè dialecte parlat en un enclavament sobre el llac Clear.
El wappo i el yuki són força diferents gramaticalment i lèxicament (Goddard 1996:83), el que ha conduït a moltes controvèrsies sobre el seu hipotètic parentiu. A més, els wappo i els yuki difereixen molt tant cultural com físicament (Goddard 1996:83).
L'hipotètic parentiu del yuki i del wappo ha estat rebutjat per Jesse Sawyer que creu que les semblances són explicables per manlleu i trets compartits d'àrea lingüística. No obstant això, William Elmendorf ha presentat proves raonables en favor del parentiu. Però, Campbell considera que l'evidència Elmendorf no és concloent. Mithun considera que el parentiu entre totes dues resta una qüestió oberta.

### Relacions amb altres llengües
A part de la discussió sobre el parentiu intern, s'han proposat altres relacions amb altres llengües de Califòrnia:
- Alguns autors han proposat que les dues llengües estan relacionades amb els penutià, més concretament han apuntat una connexió amb les llengües yokuts i amb el penutià californià.
- Altres autors proposen connexions amb les llengües hoka.
- Alguns altres proposen connexions amb les llengües sioux.

Fins a la data cap d'aquestes connexions s'ha provat satisfactòriament.